# María Retuerto
María Retuerto Millán (Madrid, 1979) es una química e investigadora española reconocida con el Premio L'Oréal-UNESCO a Mujeres en Ciencia en España.

## Biografía
Nacida en Madrid en 1981, María Retuerto se licenció en Ciencias Químicas por la Universidad Complutense de Madrid en 2004. Cursó y obtuvo su doctorado en el Instituto de Ciencia de Materiales de Madrid (ICMM) del Consejo Superior de Investigaciones Científicas (CSIC) y, tras dos años de formación postdoctoral en el mismo centro, obtuvo una beca Fullbright que le permitió trabajar como investigadora en la Universidad de Rutgers, en Estados Unidos (2010-2014). Finalizada su estancia en Estados Unidos se incorporó al Instituto Niels Bohr danés con un contrato de investigación y en 2015 fue contratada en el Instituto de Catálisis y Petroleoquímica (ICP) del CSIC.
Su trabajo de investigación está centrado en el desarrollo de la tecnología para acumular energías renovables en forma de hidrógeno verde, sin tener que utilizar para la electrólisis metales nobles, que duran poco y encarecen mucho el proceso. Para ello, trabaja en la obtención «de electrolizadores de membrana polimérica con materiales baratos y duraderos sin damnificar la eficiencia del sistema».

## Reconocimientos
En 2021, por su trabajo «en sistemas avanzados para optimizar la electrólisis polimérica, tecnología ideal para acumular energías renovables en forma de hidrógeno verde» recibió el Premio L'Oréal-UNESCO a Mujeres en Ciencia en España 2020/2021 para investigadoras menores de cuarenta años dotado con 15 000 euros.